# عود البخور
عود البخور أو كرة التبخير وهي أعواد أو كرات صغيرة من معجون عطري تستعمل لتبخير الغرف.

## معرض الصور

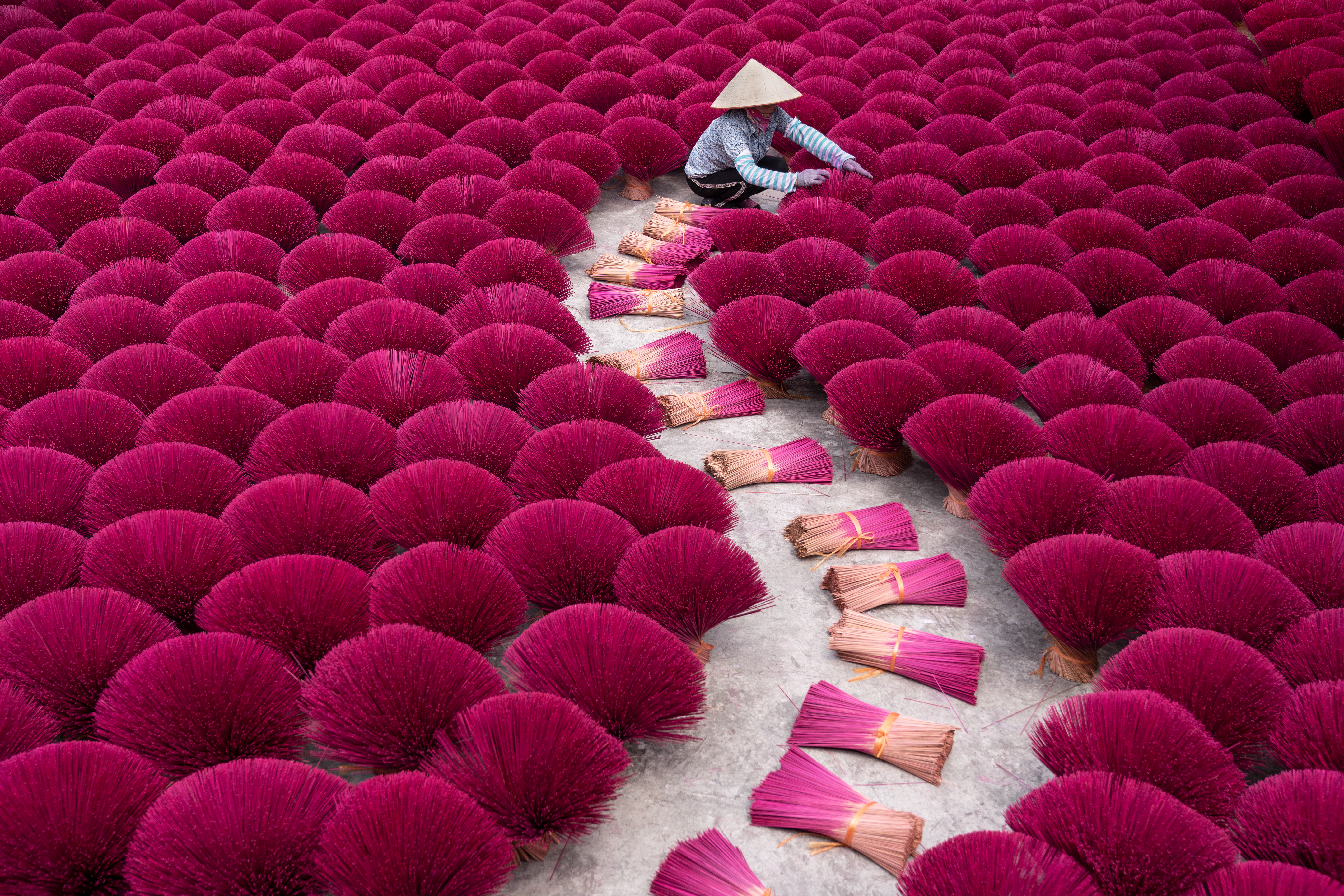
إنتاج البخور في هانوي، فيتنام
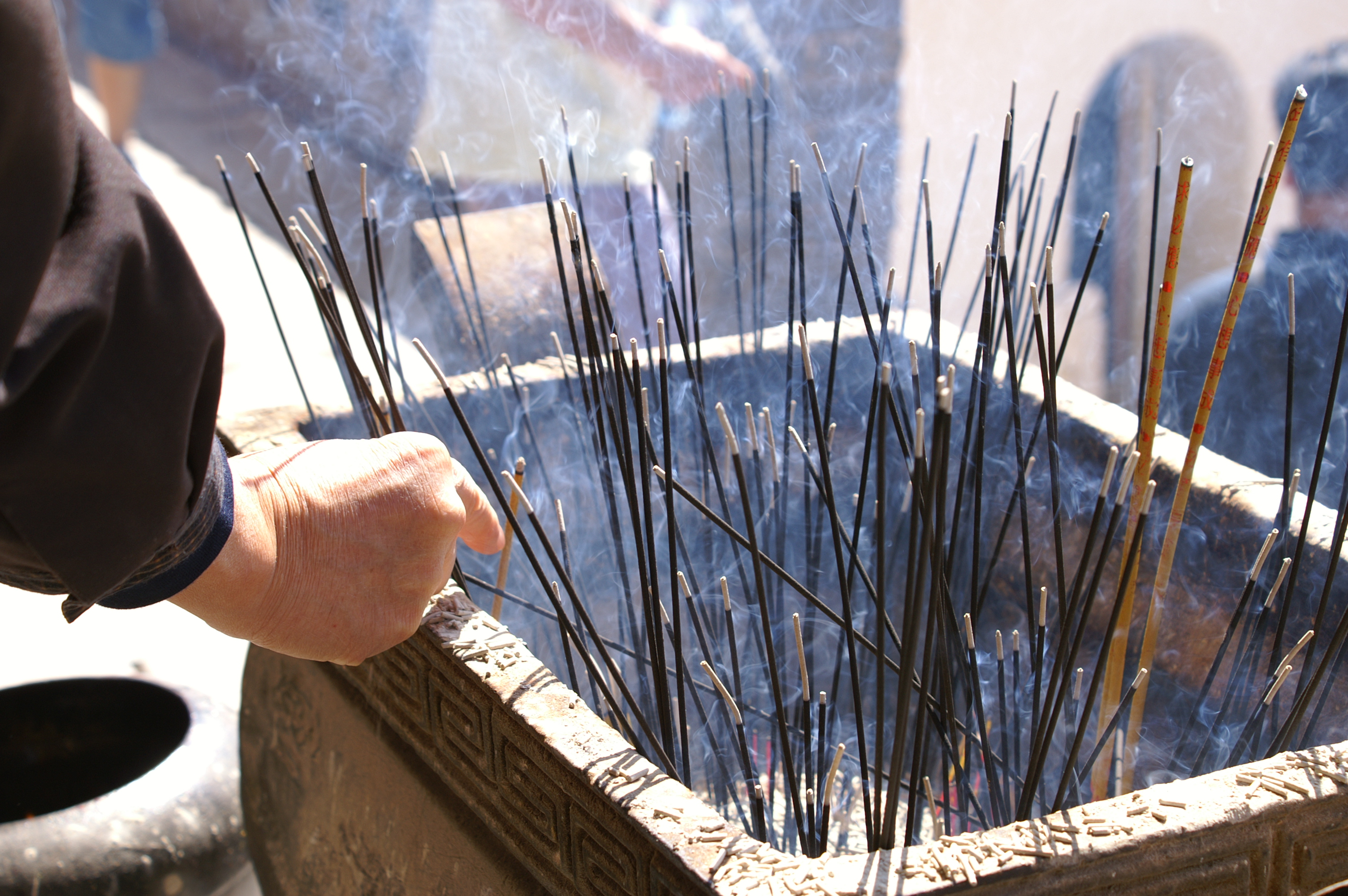
أعواد بخور
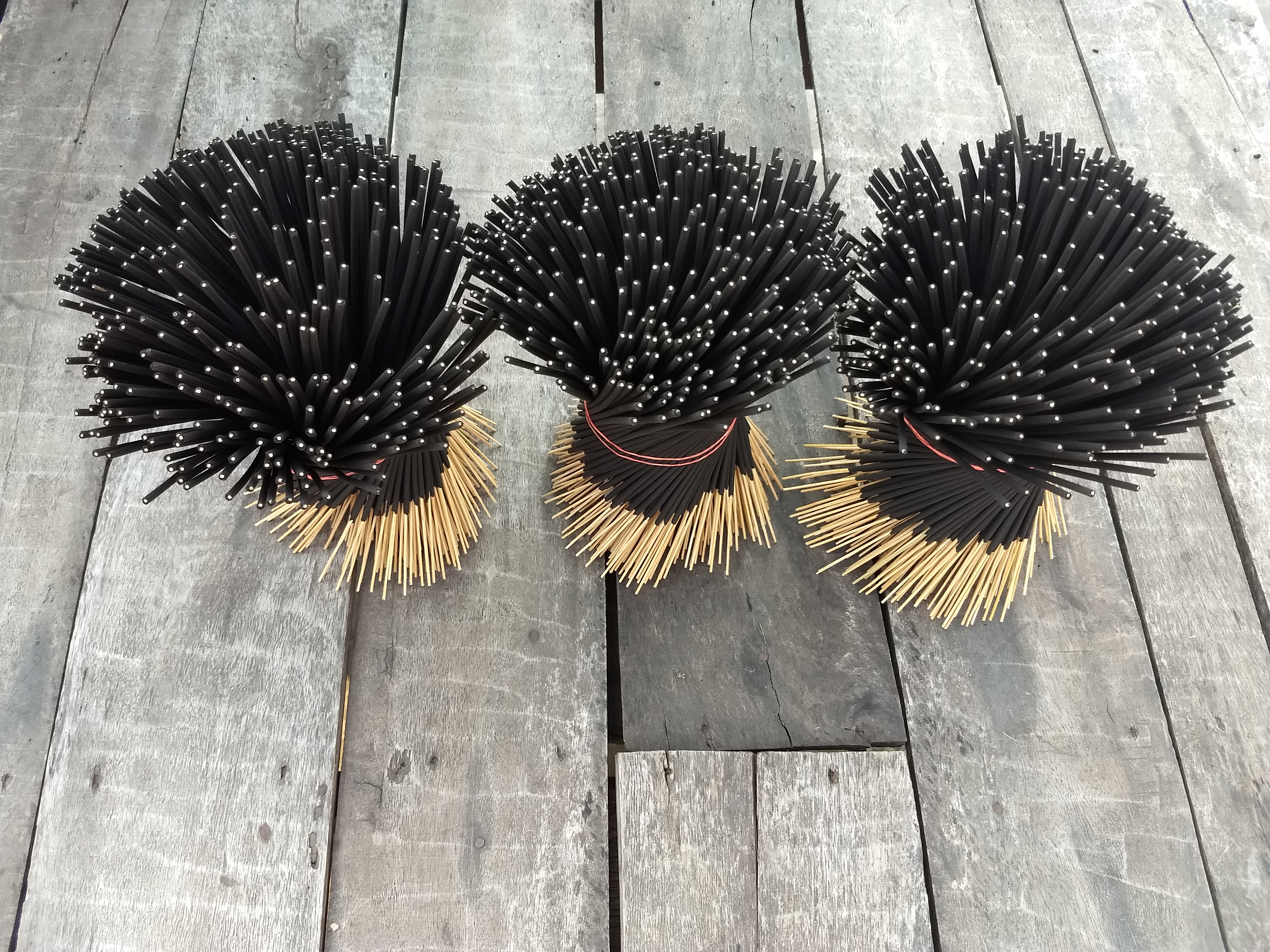
أعواد بخور مجففة